# 上海市北海中学
上海市北海中学是位於中華人民共和國上海市普陀區的一所初級中學，是曹杨二中教育集团成员校。

## 歷史
學校创办于1965年。原本该校位于三湾一弄。1984年，該學校的初中毕业生合格率不到60%，高中毕业生升学率为零。1985年起撤消了高中部，學校同時開辦了职业班。